# Волков, Николай Николаевич (младший)
Никола́й Никола́евич Во́лков (3 октября 1934, Одесса — 10 ноября 2003, Москва) — советский и российский актёр. Народный артист РСФСР (1989).

## Биография
Николай Волков родился 3 октября 1934 года в Одессе в семье актёра Николая Николаевича Волкова-старшего (1902—1985), известного в частности ролью Старика Хоттабыча в одноимённом фильме, и актрисы оперетты Антонины Николаевны Гимбуржевской (1913—1989).
В 1956 году окончил Одесское художественное училище и в 1956—1958 годах работал на Одесской студии телевидения в качестве помощника режиссёра.
В 1958 году поступил в Театральное училище имени Б. Щукина, которое окончил в 1962 году.
По окончании училища был принят в труппу Театра на Малой Бронной, где служил 25 лет. На протяжении многих лет был одним из ведущих актёров театра.
В 1987 году перешёл в Театр им. В. Маяковского.
В кинематографе Николай Волков дебютировал в 1966 году в фильме «Чёрт с портфелем»; сыграл несколько десятков ролей.
С 1984 года преподавал в Театральном училище имени Б. В. Щукина.
Скончался в Москве на 70-м году жизни 10 ноября 2003 года, в день выписки из больницы, от внезапно возникшего острого лейкоза.
Похоронен 13 ноября 2003 года в Москве на Введенском (Немецком) кладбище в одной могиле с родителями (участок № 9).

## Награды
- Орден Дружбы народов (28 июня 1982 года) — за заслуги в производстве советских телевизионных фильмов и активное участие в создании фильма   «Семнадцать мгновений весны»[3].
- Заслуженный артист РСФСР (2 февраля 1972)[4].
- Народный артист РСФСР (31 июля 1989).

## Семья
Кратковременные романтические отношения — Ольга Владимировна Волкова, актриса театра и кино.
- Сын — Иван Николаевич Волков (род. 1974), актёр.

Жена — Волкова Вера Викторовна, театровед по образованию, педагог МХК в московской школе.
- Сын — Николай Николаевич Волков (род. 1976), режиссёр, женат на Алёне Шемионко, актрисе и режиссёре.
- Сын — Дмитрий Николаевич Волков (род. 1982), актёр, музыкант, женат на Екатерине Новосёловой.
- Дочь — Александра Николаевна Волкова (род. 1985), актриса, замужем за Сергеем Пиотровским, актёром.

## Фильмография
- 1966 — Чёрт с портфелем — Михаил Макаров
- 1968 — Из рассказов о Шерлоке Холмсе (телеспектакль) — Шерлок Холмс
- 1968 — Первое дело доктора Уотсона (телеспектакль) — Шерлок Холмс
- 1968 — Это было в разведке — подполковник
- 1969 — Комендант Лаутербурга — подполковник Лубенцов
- 1969 — Актриса —
- 1970 — Человек с другой стороны — представитель Совнаркома
- 1970 — Расплата — отчим Кати
- 1970 — Борис Годунов. Сцены из трагедии
- 1970 — Белорусский вокзал — директор завода, начальник Дубинского
- 1971 — Минута молчания — Стручков
- 1971 — У нас на заводе — Алексей Кудлай, изобретатель
- 1971 — Собака Баскервилей — Шерлок Холмс
- 1971 — Что делать? — Лопухов
- 1972 — Пятнадцатая весна — Тимофеев
- 1973 — За облаками — небо — Георгий Васильевич
- 1973 — Семнадцать мгновений весны — Эрвин Кин
- 1973 — Следствие ведут ЗнаТоКи. Свидетель — Игорь Сергеевич Власов
- 1973 — Человек со стороны — Захар Леонидович Манагаров
- 1974 — Ещё можно успеть — Тимофей Степанович
- 1974 — Таня — Игнатов
- 1974 — Самый жаркий месяц
- 1975 — Бриллианты для диктатуры пролетариата — Леонид Иванович Никандров
- 1975 — Шаг навстречу — Игорь Анатольевич, учитель
- 1975 — Светлые ожидания (телеспектакль) — писатель
- 1976 — Середина жизни
- 1976 — Слово для защиты — актёр в спектакле
- 1976 — Город с утра до полуночи — художник
- 1977 — Девочка, хочешь сниматься в кино? — Василий Прокофьевич, отец Инги
- 1977 — Первые радости — Рагозин
- 1977 — Чао! — отец Венсана
- 1978 — Голубка — Усольцев
- 1978 — Соль земли — Андрей Калистратович
- 1978 — Женщина, которая поёт — Андрей, поэт
- 1978 — Проводы
- 1978 — Рыцарь из Княж-городка — тренер
- 1978 — Территория — Бог огня
- 1979 — Необыкновенное лето — Рагозин
- 1979 — Впервые замужем — Ефим Емельянович Пурышев
- 1979 — Талант
- 1979 — Бабушкин внук — Борис Васильевич, учитель физики
- 1980 — Сицилианская защита — Виктор Иванович Стрельцов, начальник отдела ОБХСС
- 1981 — На Гранатовых островах — Хольц
- 1981 — Ночь на четвёртом круге — Евсеев
- 1982 — Забытые вещи — писатель
- 1983 — Магия чёрная и белая — А. П. Сабонис, отец Эльвиры (озвучен И. К. Ефимовым)
- 1983 — Приступить к ликвидации — милиционер
- 1983 — Тайна корабельных часов — инженер
- 1984 — Каждый десятый — капитан
- 1984 — Лучшие годы — Лазаренко
- 1985 — Битва за Москву — генерал Кирпонос
- 1985 — Город над головой — Сергей Александрович Волгин
- 1986 — Дорогой Эдисон
- 1987 — По траве босиком
- 1987 — Сын — Константин Костючко
- 1987 — Свободное падение — писатель
- 1989 — Бывший папа, бывший сын — Томилин
- 1989 — Закон — Владимир Матвеевич Пиотровский
- 1990 — Война на западном направлении — маршал Борис Михайлович Шапошников
- 1990 — Канувшее время — Пыжов
- 1990 — Джамайка — Груздев
- 1992 — Вишневый сад (фильм-спектакль) — Гаев
- 1993 — Заговор скурлатаев — Николай Степанович, отец Алексея
- 1993 — Трагедия века — Кирпонос
- 1994 — Я свободен, я ничей — Владимир Гуляев, начальник Чеснокова
- 1995 — Квадрат — Рогов
- 1998 — Последующее молчание —
- 1999 — Д. Д. Д. Досье детектива Дубровского — Даниил Филиппович Посадский, пластический хирург
- 2000 — Луной был полон сад — Алексей Иванович Костырев
- 2001—2002 — Крот — авторитет «Часовщик»
- 2001 — Искатели — Николай Николаевич Введенский
- 2001 — Наполеон Первый (фильм-спектакль) — Талейран
- 2003 — Радости и печали маленького лорда — Джеймс, слуга
- 2003 — Полосатое лето — Дед Саши
- 2003 — Next 3 — Мартынов, психиатр
- 2003 — МУР есть МУР — Иван Павлович, отец Альки